# インサイツ
インサイツ（Insights）は、秋吉敏子＝ルー・タバキンビッグバンドのアルバムである。

## 収録曲
全て穐吉敏子の作編曲である。
1. スタジオ・J (Studio J)  - 6分2秒
2. トランジェンス (Transience)  - 4分34秒
3. すみ絵 (Sumie)  - 7分50秒
4. ミナマタ　(Minamata)  - 21分34秒
  1. 平和な村 (Peaceful Village)
  2. 繁栄とその結果 (Prosperity & Consequence)
  3. 終章 (Epilogue)

## 演奏メンバー
- スティーヴン・ハフステッター (Steven Huffsteter)  - トランペット
- ボビー・シュー (Bobby Shew)  - トランペット
- マイク・プライス (Mike Price)  - トランペット
- リチャード・クーパー (Richard Cooper)（トラック1・2・3） - トランペット
- ジェリー・ヘイ (Jerry Hey)（トラック4・5） - トランペット
- ビル・ライケンバック (Bill Reichenbach)  - トロンボーン
- チャーリー・ローパー (Charlie Loper)  - トロンボーン
- ブリット・ウッドマン (Britt Woodman)  - トロンボーン
- フィル・ティール (Phil Teele)  - バストロンボーン
- ディック・スペンサー (Dick Spencer)  - アルトサックス
- ゲイリー・フォスター (Gary Foster)  - アルトサックス
- ルー・タバキン (Lew Tabackin)  - テナーサックス、フルート
- トム・ピーターソン (Tom Peterson)  - テナーサックス
- ビル・パーキンス (Bill Perkins)  - バリトンサックス
- ピーター・ドナルド (Peter Donald)  - ドラム
- ドン・ボールドウィン (Don Baldwin)  - ベース
- 穐吉敏子 - ピアノ
- 観世寿夫（トラック4） - 謡
- 亀井忠雄（トラック4） - 大鼓
- 鵜澤速雄（トラック4） - 小鼓
- ミチル・マリアーノ (Michiru Mariano)（トラック4） - 歌
- 堅田啓輝（トラック3） - 羯鼓